# Анандамід
Анандамід (етаноламід арахідонової кислоти) — органічна сполука, ендогенний ліганд канабіноїдних рецепторів, біологічно активна речовина, яка утворюється в організмі людини та тварин; ендоканабіноїдний нейротрансмітер. Назва «анандамід» походить від поєднання санскритського слова , що означає «радість, блаженство, насолода», і слова аміди.

## Фізичні властивості
За кімнатної температури, анандамід — це масляниста рідина світло-жовтого кольору. Анандамід малорозчинний у воді, але добре розчиняється в органічних розчинниках, таких як етанол, метанол та дихлорметан.
Температура плавлення становить приблизно -4 °C.

## Хімічна структура
Незабаром після відкриття канабіноїдних рецепторів були виявлені їх ендогенні ліганди. Найважливішими серед них є продукти неокислювального метаболізму арахідонової кислоти — арахідоноїлетаноламід (анандамід) і 2-арахідоноїлгліцерин (2-АГ). Обидві сполуки виконують функції нейромодуляторів і нейромедіаторів (нейротрансмітерів).
Хімічна формула анандаміду  — C22H37NO2, молярна маса — 347,53 г/моль. Ця речовина була ізольована, а в подальшому була визначена її хімічна структура чеським хіміком-аналітиком Люміром Ханушем і американським молекулярним фармакологом Вільямом Девейном в лабораторії Рафаеля Мешулама на кафедрі хімії природних речовин (департамент Natural Products) Єврейського університету в Єрусалимі в 1992 році. Його назва взята з санскриту. Слово «ананда» перекладається як «блаженніший» або «ідеальне щастя», а слово амід позначає його хімічну сутність. Ендогенний канабіноїд — анандамід, зв'язується в мозку з тими ж рецепторами, з якими зв'язується психоактивний (-)-транс-Δ9-тетрагідроканабінол (ТГК), який міститься в коноплі (Cannabis Sativa L., гашиш, марихуана).

## Нейрорегуляторна дія на організм
Анандамід є нейротрансмітером і нейрорегулятором, який бере участь у механізмах походження болю, депресії, апетиту, пам'яті, репродуктивної функції і підвищує стійкість серця до аритмогенної дії коронарооклюзії та реперфузії шляхом активації CB2-рецепторів. «Класичні» медіатори синтезуються в цитоплазмі нейронів і депонуються в синаптичних везикулах, звідки секретуються за допомогою екзоцитозу. На відміну від них анандамід і 2-АГ утворюються у міру потреби за допомогою рецептор-стимульованого розщеплення мембранних ліпідних прекурсорів і одразу після утворення вивільняються з клітин. Вони швидко видаляються з позаклітинного простору за допомогою специфічного механізму зворотного захоплення нейронами та астроцитами. У клітинах анандамід, ймовірно, гідролізується з утворенням арахідонової кислоти і етаноламіну допомогою гідролази амідів жирних кислот. Цей мікросомальних фермент, що виявляється в нейронах і інших клітинах, каталізує також гідроліз 2-АГ.

## Біосинтез і інактивація
Анандамід утворюється в процесі гідролізу N-арахідонілфосфатидилетаноламіну за участю фосфоліпази D. Проявляє властивості часткового агоніста канабіноїдних рецепторів з афінітетом переважно до рецепторів СВ1-типу.
Синтез N-арахідонілфосфатидилетаноламіну, чиї запаси виснажуються внаслідок утворення анандаміду, відбувається за допомогою N-ацилтрансферази, яка відділяє залишок арахідонової кислоти з Sn-1 позиції фосфоліпідів, таких як фосфатидилхолін, і переносить його на головну аміногрупу фосфатидилетанолу. Анандамід вивільняється в позаклітинний простір, де він може активувати G-протеїн-зв'язані канабіноїдні (CB) рецептори, розташовані на сусідніх або тих же клітинах, що продукують анандамід.

## Ефекти анандаміду
Ефекти анандаміду при введенні в організм зовнішньо схожі з дією екзогенних канабіноїдів, проте менш тривалі, що, мабуть, пов'язано з його гідролізом. Найбільш типові ефекти для ТГК і анандаміду (при введенні мишам і щурам):  зменшення рухової активності, каталепсія, аналгезія, зниження температури тіла — «канабіноїдна тетрада». Ці тести, будучи порізно неспецифічними, разом служать достовірною прогностичною ознакою психоактивного ефекту канабіноїдоміметиків. У всіх поведінкових тестах анандамід по активності поступається ТГК. Анандамід викликає брадикардію, артеріальний тиск після введення сполуки спочатку підвищується, потім відбувається тривале його зниження. Пресорний ефект анандаміду обумовлений, очевидно, прямим впливом на гладкі м'язи судин, гіпотензивну дію пояснюють пригніченням виділення норадреналіну (пресинаптичну дію) з варикозних розширень симпатичних волокон в серці і судинах. Анандамід може зменшувати вивільнення пролактину і гормону росту у тварин.